# هیو ادکوک
هیو ادکوک (به انگلیسی: Hugh Adcock) بازیکن فوتبال زادهٔ ۱۰ آوریل ۱۹۰۳ اهل کشور انگلستان که سابقهٔ بازی در تیم ملی فوتبال انگلستان را در کارنامهٔ خود دارد. وی در تاریخ ۹ مه ۱۹۲۹ نخستین بازی ملی خود را در مقابل تیم ملی فوتبال فرانسه انجام داد و با حضور در ۵ بازی ملی، در تاریخ ۲۰ نوامبر ۱۹۲۹ واپسین بازی ملی‌اش را در برابر تیم ملی فوتبال ولز برگزار کرد.
این بازیکن توانسته در بازی‌های ملی، ۱ گل به ثمر برساند.